# 153P/Ikeya-Zhang
Der Komet 153P/Ikeya-Zhang wurde im Jahre 2002 von zwei unabhängig agierenden Astronomen entdeckt.
Der chinesische Astronom Zhang Daqing entdeckte am 1. Februar 2002 im Sternbild Walfisch einen neuen Kometen, was er der IAU meldete. Jedoch entdeckte der japanische Astronom Kaoru Ikeya den Kometen anderthalb Stunden früher, da in Japan die Sonne früher untergeht als in der Volksrepublik China. Da aber die beiden Beobachter unabhängig voneinander innerhalb von 24 Stunden den Kometen entdeckten, erhielt der Komet die anfängliche Bezeichnung C/2002 C1 Ikeya-Zhang.
Der Komet passierte am 18. März 2002 sein Perihel, mit einer scheinbaren Helligkeit von 3,5m, sodass er mit bloßem Auge beobachtet werden konnte. Hiermit war er der hellste Komet seit C/1995 O1 (Hale-Bopp) im Jahr 1997.
Seine berechnete Umlaufzeit beträgt 367 Jahre. Es bestätigte sich später, dass Ikeya-Zhang von chinesischen Astronomen im Jahre 1661 schon einmal beobachtet wurde, insbesondere aber mit dem von Johannes Hevelius am 3. Februar 1661 entdeckten und bis 10. März beobachteten Kometen P/1661 C1 identisch ist. Schließlich erhielt er die endgültige Bezeichnung 153P/Ikeya-Zhang.